# Axiaal parenchym
Axiaal parenchym of lengteparenchym is de botanische term voor parenchym (vulweefsel) dat zich axiaal georiënteerd (in de richting van de lengteas) in plantendelen bevindt. Het zijn langwerpige cellen, die meestal in ketens achter elkaar liggen. Zij dienen met name voor het watertransport en voor de opslag van zetmeel.
In functie lijkt axiaal parenchym sterk op levende tracheïden. Het verschil is dat de cellen in axiaal parenchym dunnere celwanden hebben, en dat zich tussen achter elkaar liggende parenchymcellen een primaire en een secundaire celwand bevindt. Bij tracheïden bestaan de tussenschotten (septa) tussen achter elkaar liggende delen slechts uit een primaire celwand.

## Indeling axiaal parenchym
- Paratracheaal parenchym: schede rond de trachea
  - Vasicentrisch: de parenchymcellen bevinden zich rondom het houtvat
  - Spaarzaam: de parenchymcellen bevinden zich rondom het houtvat, maar omringen het niet volledig
  - Intervasculair: de parenchymcellen vullen de ruimten tussen de houtvaten op
- Apotracheaal parenchym: van de trachea verwijderd
  - Diffuus: de parenchymcellen zijn willekeurig over de dwarsdoorsnede verspreid
  - bandvormig: de parenchymcellen staan in banden naast elkaar
- Interfribrilair: willekeurig verspreid of in bundels
- Paratracheïdaal: verspreid tussen tracheïden
- Overig
  - Afwezig: de plantensoort heeft geen axiaal parenchym
  - Marginaal parenchym: rondom de jaarringen